# ウェルシュ・フォックスハウンド
ウェルシュ・フォックスハウンド（英：Welsh Foxhound）は、イギリスのウェールズ原産の希少なセントハウンド犬種である。

## 歴史
本種の先祖は、5世紀ごろから存在していたケルト系の古代セントハウンド犬種である。これを改良し、丈夫ですばやく、運動能力が更に高い犬種を目指して作り出された。1820年代に作出が開始され、まずは先のケルト系古代セントハウンド犬種とセント・ヒューバートが掛け合わされた。1826年になるとジョン・ラッセル（ジャック・ラッセル）牧師から託されたイングリッシュ・スタッグハウンドの雌犬3頭が血統に加えられ、1830年代ごろに完成した。
主にその名の通りキツネを狩るのに使われた。他のフォックスハウンド犬種とは異なり、単独で狩猟を行ない、臭いの追跡からキツネを仕留めるところまで全て自力で行なっていた。気候の厳しい丘陵地帯に対する適応性が非常に高く、いかなる天候であっても狩猟を行なえたため、非常に重宝された。
もとから希少な田舎の作業犬種であるため、その頭数は非常に少ない。現在は絶滅寸前で、ウェールズでもなかなか目にすることが出来ないかなり珍しい犬種である。原産地外ではほとんど知られておらず、FCIなどには公認への申請を行なっていない。

## 特徴
体は引き締まっていて、骨量は少ない。そのため身軽ではあるが、優秀なセントハウンド犬種のセント・ヒューバートとイングリッシュ・スタッグハウンドの血も引いているため、狩猟能力に非常に長けている。外見は大まかに言うと、フランスのブリケ・グリフォン・バンデーンに似ている（ただし血縁関係は無い）。脚は長く、耳は大きな垂れ耳で、尾はふさふさした長い垂れ尾。コートはケルト系古代セントハウンド犬種から受け継いだぼさぼさしたラフコートで、非常に丈夫で硬い。これは雨や雪、霰だけでなく、強風や茨、キツネの牙と爪、寒さ、冷水、果てには台風による豪雨や暴風をも防ぐことが出来る。多くのラフコートの犬種の中でも特にコートが丈夫なものの一つで、近代になってからは「ミスリルの毛皮」とまで讃える愛好家まで出てきた。毛色はホワイト若しくはミルクを地として、サドル（背中）にブラック、その他の部分にタンの斑が入ったトライカラーなど。中型犬サイズで、性格は主人に忠実で従順、判断力も高いが、その反面独立心も強く、狩猟本能がとても高い。活発で運動量は非常に多い。吠え声はスタッグハウンド譲りで、良く通る。これは猟犬としては主人との連絡を取るためにとても欠かせない優秀な能力ではあるが、ペットとして飼うには大きな欠点にもなりうる。まず日本では飼育の難しい犬種ではあるが、飼うのであれば無駄吠えをやめさせるしつけを行い、沢山運動させることが必要である。また、狩猟本能が高いので、物を隠して探させたり、フリスビーなどで遊んであげることも大切である。独立心は強いが、完全な聞かん坊というわけではない。主人と密接な関係を築くことが出来れば、その家族とも仲良く接することができる。かかりやすい病気は高温多湿な環境下で飼育した際に地肌が蒸れて起こりやすい皮膚疾患、顔のコートが目に入って起こる眼疾患、運動のしすぎによって起こる関節疾患などがある。